# Lost Creek (Teksas)
Lost Creek je naseljeno mjesto za statističke potrebe u američkoj saveznoj državi Teksas. Prema popisu stanovništva iz 2010. u njemu je živjelo 4.509 stanovnika.